# Rabuni

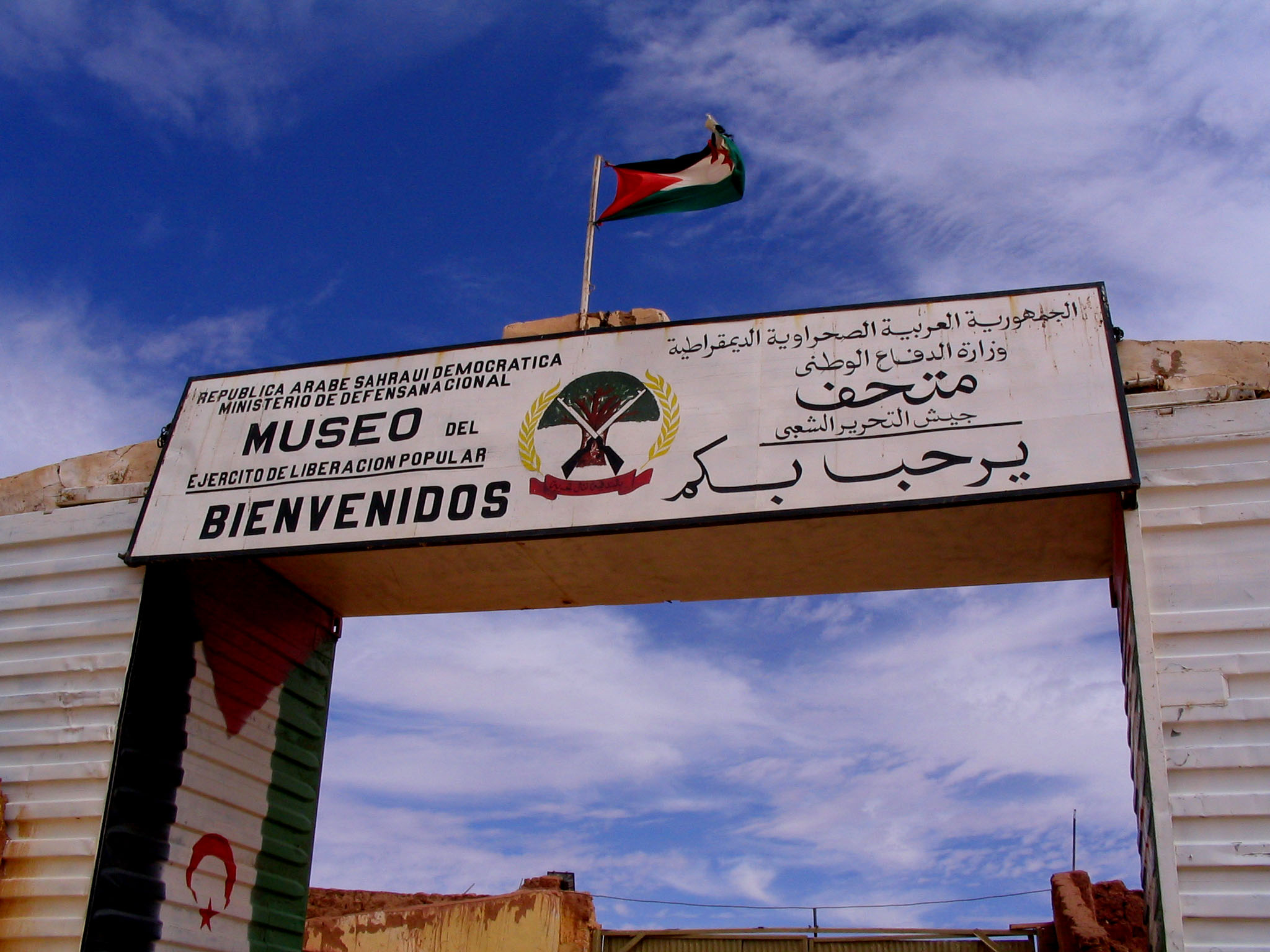
Museu de la Guerra a Rabuni

Rabuni és la capital administrativa dels Camps de refugiats de la província de Tindouf, al sud-oest d'Algèria. Rabuni es troba al sud de la ciutat de Tindouf.
Rabuni és el centre de protocol i acollida de la RASD (República Àrab Saharaui Democràtica). És la seu dels diferents ministeris i oficines del Front Polisario i centre neuràlgic de la zona.
Hi ha un museu de la Guerra que conté tancs, bales, armes i mines usades durant la guerra entre el Sàhara occidental i el Marroc durant els anys que van de 1975 a 1991. També mostra la història de l'heroi nacional del Sàhara occidental Luali Mustafà Sayed qui va lluitar primer contra Espanya i després contra el Marroc.
El 22 d'octubre de 2011,al camp de refugiats de Rabuni, un grup d'assaltants va segrestar tres cooperants: el mallorquí Enric Gonyalons, de la Fundació Mudubat –amb seu a Bilbao–; Ainhoa Fernández, membre de l'Associació de Solidaritat amb el Poble Saharaui d'Extremadura i la italiana Rosella Urru.